# Championnats du monde de char à glace
Les championnats du monde de char à glace sont organisés tous les ans depuis 1973.

## Déroulement des épreuves
Les engins de classe DN s'affrontent sur trois manches. Les places de classement sont additionnées pour donner un nombre de points. Au mieux, il est possible de ne totaliser que 3 points (pour trois premières places). Le gagnant est celui qui a le minimum de points.
D'autres compétitions ont lieu, pour les autres catégories :
- classe Monotype-XV
- classe Sailboard
- classe Kate
- classe Wing
- classe Kate

## Pilotes les plus médaillés en Classe DN
- Karol Jabłoński (7 , 4 )
- Ron Sherry (5 , 5 , 4 )
- Ian Gougeon (4 , 1 , 3 )
- Henry Bossett (3 , 1 , 1 )
- Matt Struble (3 , 2 )
- Michael O'Brien (3 , 1 , 1 )
- Michał Burczyński (2 , 1 , 2 )

## Éditions et Résultats
| Edition | Année | Pays             | Plan d'eau           | 1e                    | 2e                    | 3e                |
| ------- | ----- | ---------------- | -------------------- | --------------------- | --------------------- | ----------------- |
| 39      | 2012  | Suède            | Lac Hjälmaren        | Tomasz Zakrzewski     | Karl-Hannes Tagu      | Hans Ebler-Hansen |
| 38      | 2011  | États-Unis       | Senachwine Lake      | Ron Sherry            | Michał Burczyński     | Łukasz Zakrzewski |
| 37      | 2010  | Autriche         | Lac de Neusiedl      | Michał Burczyński     | Adam Baranowski       | Łukasz Zakrzewski |
| 36      | 2009  |                  | Torch Lake           | Matt Struble          | Ron Sherry            | Bernd Zeiger      |
| 35      | 2008  | Tchéquie         | Lipno nad Vltavou    | Matt Struble          | Łukasz Zakrzewski     | Andreas Bock      |
| 34      | 2007  | États-Unis       | Green Bay            | Matt Struble          | Thomas Lindgren       | Bernd Zeiger      |
| 33      | 2006  | Finlande         | Säkylä               | Michał Burczyński     | Łukasz Zakrzewski     | Matt Struble      |
| 32      | 2005  | États-Unis       | Lac Mendota          | Ron Sherry            | Tomas Lindgren        | Matt Struble      |
| 31      | 2004  | Hongrie          | Balatonfüred         | Thomas Karlsson       | Karol Jabłoński       | Ron Sherry        |
| 30      | 2003  | États-Unis       | Lake Champlain       | Karol Jabłoński       | Thomas Karlsson       | Ron Sherry        |
| 29      | 2002  | Estonie          | Haapsalu             | Ron Sherry            | Karol Jabłoński       | Michał Burczyński |
| 28      | 2001  | États-Unis       | Bay City             | Karol Jabłoński       | Bernd Zeiger          | Tomas Gross       |
| 27      | 2000  | Suède            | Vingåker             | Karol Jabłoński       | Ron Sherry            | Akke Lux          |
| 26      | 1999  | Canada           | Montréal             | Ron Sherry            | Bernd Zeiger          | Michał Burczyński |
| 25      | 1998  | Finlande         | Jakobstad            | Ron Sherry            | Dan Shutte            | Piotr Burczyński  |
| 24      | 1997  | États-Unis       | Détroit              | Karol Jabłoński       | Ron Sherry            | Bernd Zeiger      |
| 23      | 1996  | Autriche         | Neusiedler See       | Karol Jabłoński       | Thomas Karlsson       | Stefan Järund     |
| 22      | 1995  | Canada           | Montréal             | Karol Jabłoński       | Piotr Burczyński      | Michael O'Brien   |
| 21      | 1994  | Pologne          | Zegrze               | Andreas Bock          | Karol Jabłoński       | Bernd Zeiger      |
| 20      | 1993  | Suisse           | Genève               | Jeff Kent             | Karol Jabłoński       | Ron Sherry        |
| 19      | 1992  | Suède            | Årsunda              | Karol Jabłoński       | Peter Hill            | Ron Sherry        |
| 18      | 1991  | États-Unis       | Bay City             | Ian Gougeon           | Ron Sherry            | Henry Bossett     |
| 17      | 1990  | Suède            | Årsunda              | Władysław Stefanowicz | Vaiko Vooremaa        | Rene Kuulmann     |
| 16      | 1989  | États-Unis       | Lake Champlain       | Michael O'Brien       | Tiit Haagma           | Ian Gougeon       |
| 15      | 1988  | Union soviétique | Leningrad            | Michael O'Brien       | Piotr Burczyński      | Andreas Bock      |
| 14      | 1987  | États-Unis       | Lac Sainte-Claire    | Michael O'Brien       | Henry Bossett         | Stanisław Macur   |
| 13      | 1985  | États-Unis       | Baie de Barnegat     | Ian Gougeon           | Michael O'Brien       | Bogdan Kramer     |
| 12      | 1984  | Pologne          | Krynica Morska       | Tiit Haagma           | Endel Vooremaa        | Matti Kuulmann    |
| 11      | 1983  | États-Unis       | Trenton (New Jersey) | Henry Bossett         | Piotr Burczyński      | Stanisław Macur   |
| 10      | 1982  | Allemagne        | Klein Wittensee      | Ian Gougeon           | Ron Sherry            | Endel Vooremaa    |
| 9       | 1981  | Canada           | Hamilton Bay         | Henry Bossett         | Ian Gougeon           | Piotr Burczyński  |
| 8       | 1980  | Suède            | Västeras             | Matti Kuulmann        | Ain Wilde             | Kunno Kalk        |
| 7       | 1979  | États-Unis       | Lac Champlain        | Piotr Burczyński      | Harald Stūrz          | Stanisław Macur   |
| 6       | 1978  | Pologne          | Krynica Morska       | Bogdan Kramer         | Endel Vooremaa        | Vello Kuusk       |
| 5       | 1977  | États-Unis       | St. Michaels         | Henry Bossett         | Zbigniew Stanisławski | Ian Gougeon       |
| 4       | 1976  | Suède            | Stora Värtan         | Romuald Knasiecki     | Zbigniew Stanisławski | Ed Kraft          |
| 3       | 1975  | États-Unis       | Baie de Saginaw      | Ian Gougeon           | J.R.Watson            | Timithy Woodhouse |
| 2       | 1974  | Pologne          | Zegrze               | Timithy Woodhouse     | Endel Vooremaa        | Vello Kuusk       |
| 1       | 1973  | États-Unis       | Gull Lake            | Ain Wilde             | Randy Johnson         | Ian Gougeon       |

## Tableau des médailles
Mise à jour après les championnats 2012
| Rang | Nation           | Or | Argent | Bronze | Total |
| ---- | ---------------- | -- | ------ | ------ | ----- |
| 1    | États-Unis       | 20 | 11     | 13     | 44    |
| 2    | Pologne          | 14 | 12     | 10     | 32    |
| 3    | Union soviétique | 3  | 7      | 6      | 16    |
| 4    | Suède            | 1  | 4      | 3      | 8     |
| 5    | Allemagne        | 1  | 3      | 6      | 10    |
| 6    | Pays-Bas         | 0  | 1      | 0      | 1     |
| 6    | Estonie          | 0  | 1      | 0      | 1     |
| 8    | Danemark         | 0  | 0      | 1      | 1     |